# Spionagenetz Tanger
Spionagenetz Tanger ist ein US-amerikanischer Agentenfilm aus dem Jahr 1953 von Lew Landers mit George Brent und Mari Aldon in den Hauptrollen.

## Handlung
Im marokkanischen Tanger ermorden zwei Gangster auf Befehl ihres Chefs, des kommunistischen Schwarzmarkthändlers Kozad, den Informanten Pribolov. Einer der Mörder geht in den berüchtigten Nachtclub Crossroads Café, wo er den Amerikaner Steve Gordon beobachtet. Augenblicke später bringt Reiseführer Blalu die amerikanische Touristin Millicent McLean in die Bar. Millicent ist fasziniert, als Blalu Steve als berüchtigten Schwarzmarkthändler ausweist. Nachdem Steve Millicent zu Hilfe kommt, indem er einen Dieb festnimmt, der ihre Handtasche gestohlen hat, informiert Polizeiinspektor Rabat Steve über Pribolovs Tod. Als der Inspektor geht, ist Steve sich nicht sicher, ob Rabat ihn bedroht oder gewarnt hat. Millicent geht ebenfalls, wütend, weil Steve ihre Flirtversuche zurückgewiesen hat. 
Steve vertraut seinem besten Freund, dem Nachtclubbesitzer Tony Agazian, an, dass Pribolov für ihn gearbeitet hat, und erzählt ihm von Kozads privatem Wandsafe. Später am Abend in seinem Hotel gibt Steve Millicents Charme widerstrebend nach und verabredet sich mit ihr zum Frühstück. Am nächsten Morgen hört Steve eine Radiosendung über das Verschwinden mehrerer Atomwissenschaftler und entdeckt ein Abhörgerät in seinem Hotelzimmer. Nachdem er das Gerät deaktiviert hat, ruft Steve Kozad an und verlangt von ihm, ihm die Bezahlung für eine kürzlich erfolgte Lieferung zu bringen, nachdem er ihn gewarnt hat, dass er weiß, dass Kozad das Abhörgerät in seinem Zimmer platziert hat. Steve, der in Wirklichkeit ein amerikanischer Geheimagent ist, wird über ein geheimes Telefon von Henry Morrison, dem Leiter der amerikanischen Gesandtschaft, kontaktiert, der ihn beauftragt, Nadine Zant am Flughafen abzuholen. Daraufhin sagt Steve seine Frühstückspläne mit Millicent ab. Steve wird vor dem Flughafen von Kozads Schlägern bewusstlos geschlagen, die daraufhin Nadine entführen. Millicent, die Steve verfolgt hat, belebt ihn wieder und erzählt ihm, was sie gesehen hat. Aufgrund ihrer Informationen finden Tony und Steve Nadine und retten sie, ohne zu wissen, dass die Frau, die sie gerettet haben, in Wirklichkeit Olga Petrov ist, eine von Kozads kommunistischen Spionen, die sich als Nadine ausgibt. Kozad hat inzwischen die echte Nadine gefangen genommen und erklärt ihr, dass er weiß, dass sie von den Briten nach Tanger geschickt wurde, um ihren englischen Onkel, einen Diplomaten, zu identifizieren, der kürzlich bei einem Unfall entstellt wurde. Die britische und die amerikanische Regierung suchen nach ihrem Onkel, der den Kommunisten wohlgesonnen ist, weil er und Kozad ein Treffen der vermissten Atomwissenschaftler arrangieren, von denen jeder über wichtige Informationen zum Bau einer Wasserstoffbombe verfügt. Um die Frau zu schützen, von der er glaubt, dass sie Nadine ist, sagt Steve das Abendessen mit Millicent ab und isst stattdessen mit Olga. 
In der Zwischenzeit entkommt Nadine ihren Entführern und nimmt im Café Kontakt mit Tony auf. Als Steve sich in der Küche des Cafés mit Tony und Nadine trifft, warnt der Koch Olga, dass Steve sie mit Nadine betrügt. Olga flieht und Steve kehrt zurück und findet eine sehr hartnäckige Millicent an ihrer Stelle vor. Nadine wird unter Tonys Schutz in einem Hotelzimmer untergebracht, woraufhin Steve Millicent drängt, ihm zu ihrer eigenen Sicherheit nicht mehr zu folgen. Sie ignoriert jedoch seinen Rat und folgt ihm zu Kozads Haus. Kurz nachdem Steve erfolgreich eine verschlüsselte Nachricht aus Kozads Safe gestohlen hat, ruft Millicent eine Warnung, dass man ihn gleich angreifen wird.  Steve kann mit Millicent in ihr Hotel zurückkehren. Kozad befürchtet unterdessen, dass Steve die verschlüsselte Nachricht entziffern könnte, und befiehlt, ihn zu töten. Während sie allein in ihrem Zimmer sind, erneuert Millicent ihre frühere Bitte, dass Steve sein Leben als Krimineller aufgeben und zu ihr nach Cleveland kommen solle, wo sie ihm einen Job in der Firma ihres Vaters verschaffen werde. Steve enthüllt seine wahre Identität als amerikanischer Agent und erklärt, dass er jetzt eine verschlüsseltes Nachricht zur amerikanischen Gesandtschaft bringt. Steve bemerkt nicht, dass Millicent eine Notiz aus dem Fenster zuwirft. Steve wird bewusstlos geschlagen und die  Nachricht gestohlen. Da Steve den Inhalt auswendig gelernt hat, überbringt er die Nachricht, in der steht, dass Nadines Onkel am nächsten Tag am Flughafen eintreffen wird. 
An diesem Tag erscheint Millicent jedoch in Steves Zimmer, offenbar als Geisel von Kozads Schlägern, die Steve und Nadine entführen und in Kozads Büro bringen. Obwohl Kozad vorhat, den amerikanischen Agenten zu töten, tötet Steve ihn zuerst mit einem Messer, das er in seinem Hutband versteckt hatte. Millicent enthüllt ihre wahre Identität als Kopf des kommunistischen Spionagerings in Tanger und bedroht Steve mit einer Waffe. Steve, der die ganze Zeit auf der Hut war, ist nicht überrascht, da er in Cleveland aufgewachsen ist und wusste, dass die angebliche Firma ihres Vaters nicht existierte, und auch davon ausging, dass der Handtaschenraub eine Falle war. Bevor Millicent ihre Waffe abfeuern kann, erschießt Nadine sie und nimmt Kozads Schläger als Geisel. Später wird in einer Radiosendung berichtet, dass die vermissten Atomwissenschaftler am Flughafen von Tanger festgenommen wurden. Tony, Henry, Steve und Nadine feiern im Restaurant, wo Rabat den Koch als einen der verräterischen Wissenschaftler festnimmt. Rabat enthüllt auch, dass er Olga verhaftet hat, bevor sie entkam, und beweist damit, dass er die ganze Zeit auf Steves Seite war.

## Hintergrund
Gedreht wurde der Film Mitte September 1952.
Der im Film von Mari Aldon vorgetragene Song All I Desire stammte von David Lieberman.

## Veröffentlichung
Die Premiere des Films fand am 4. Februar 1953 in New York und Los Angeles statt. In der Bundesrepublik Deutschland kam er am 28. Januar 1955 in die Kinos, in Österreich im Juni 1955.

## Kritiken
Das Lexikon des internationalen Films schrieb: „Uninteressanter Spionage- und Politreißer im Geist des Kalten Kriegs.“